# Alindao (subprefektur)
Alindao är en subprefektur i Centralafrikanska republiken.   Den ligger i prefekturen Basse-Kotto, i den centrala delen av landet, 300 km öster om huvudstaden Bangui. Antalet invånare är 82 153.
Den är indelad i fem kommuner:
| Sub-prefektur | Kommun       | Yta (km²) | Befolkning (inv. 2015) | Byar (antal 2003) | Kvarter (antal 2003) |
| Alindao       | Alindao      | 48,58     | 18 104                 | 0                 | 71                   |
| Alindao       | Bakou        | 1 066,57  | 12 808                 | 41                | 0                    |
| Alindao       | Bangui-Ketté | 1 056,40  | 23 109                 | 81                | 0                    |
| Alindao       | Guiligui     | 835,30    | 17 808                 | 57                | 0                    |
| Alindao       | Yambélé-Ewou | 1 848,96  | 10 324                 | 41                | 0                    |